# 14632 Flensburg
14632 Flensburg (1998 VY33) là một tiểu hành tinh vành đai chính được phát hiện ngày 11 tháng 11 năm 1998 bởi N. Ehring ở Bornheim.